# Герб Наварри
Герб Нава́рри — офіційний символ Наварри, Іспанія. У червоному щиті хрест, косий хрест і внутрішня облямівка із золотих ланцюгів, із зеленим смарагдом у центрі. Щит увінчує іспанська королівська корона. Основний мотив герба без корони використовується з ХІІ ст., як символ Наваррського королівства і його королів. Поточний герб іспанської автономної області Наварра затверджений 1981 року. Використовується наваррськими муніципалітетами у власних гербах. Інша популярна назва за гербовою фігурою — наваррські ланцюги (ісп. cadenas de Navarra).

## Історія

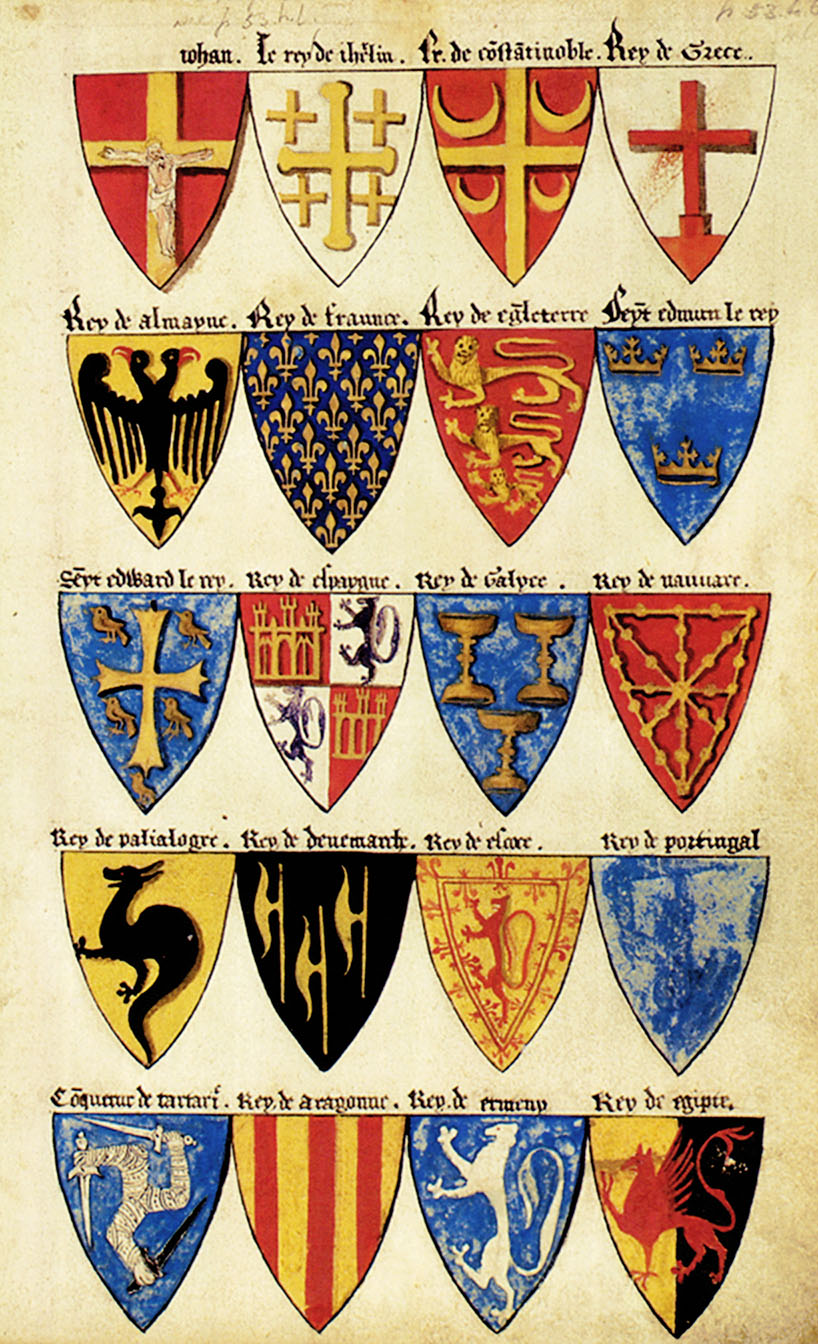
Герб короля Наварри у гербовнику Сегара (кін. ХІІІ ст.)

Вперше герб Наварри зустрічається на печатці наваррського короля Теобальда I, який правив у 1234—1253 роках. Ця конструкція, можливо, базувалася на символі геральдичного карбункула з восьми радіально розташованих стрижнів.
До XV століття гербова легенда виводила його походження ще до битви при Навас-де-Толосі 1212 року за участі Санчо VII Наваррського, де кіннота розірвала ланцюги рабів халіфа і захопила смарагд, серед інших трофеїв. Після іспанського завоювання Іверської Наварри в 1512 р. герб Наварри був включений до герба Іспанії, і в даний час він розміщується у четвертій чверті.
З 1589 р., коли Генріх III Наваррський став королем Франції, і до французької революції 1792 р. королівський герб Франції теж використовував герб Наварри. Зараз герб є частиною тих гербів, які використовуються французьким департаментом Атлантичні Піренеї.
Герб країни Басків, прийнятий у 1936 році, включав герб Наварри у четвертому чвертьполі. За часів Ф. Франка басконський герб легально не вживався. Після смерті диктатора герб був відроджений. 1986 р. Конституційний суд Іспанії за судовим позовом уряду Наварри, який стверджував, що використання герба регіону на прапорі іншого незаконно, змусив уряд Країни Басків зняти ланцюги Наварри з герба. Герб вживається басками у неофіційному Семиєдиному гербів.

### Герби наварських королів
|  | Наварро-Шампаньський дім (1234/1259-1284) У розтятому щиті герб Наварри праворуч і герб Шампані ліворуч (De azur y una banda de plata contornada de dos cotizas de oro)                                                                          |
|  | Наварро-Французький дім (1285-1328) У розтятому щиті герб Франції праворуч і герб королівство Наварри ліворуч |
|  | Наварро-Евреський дім(1328-1425) У розтятому і перетятому щиті герб Наварри у 1-му і 3-му полях, і герб графства Евре у 2-му і 4-му полях. |
|  | Навваро-Арагонський дім (1425 - 1479) У розтятому щиті герб Наварро-Еверського дому праворуч і герб королів Арагону (Арагону (смуги), Кастилії (замок), Леону (лев)) ліворуч.                                                                    |
|  | Наварро-Фуаський дім 1479-1483 Шит розтятий на три частини: 1) герб Наварро-Еверського дому: згори герб Наварри, знизу — Евре; 2) герб графства Фуа (смуги) і Беарну (бики); 3) герб королів Арагону. По центру — щиток з гербом Бігорра (леви). |
|  | Наварро-Фуа-Альбреський дім (1483-1512) Щит розтятий і перетятий на 6 частин: 1) Наварра; 2) Альбре; 3) Фуа; 4) Беарн; 5) Евре; 6) герб королів Арагону. По центру — щиток з гербом Бігорра (леви).                                              |

## Офіційна модель
У 1910 році Diputación Foral з Наварри затвердив перший офіційний дизайн герба Наварри. Подія збіглася з відзначенням семисотої річниці битви при Навас-де-Толосі легендою, походження якої приписують походження герба.
У договорі зазначено: 
El escudo de armas de Navarra tiene como elementos esenciales, según tradición constante, cadenas de oro sobre fondo de gules con una esmeralda en el centro de unión de los ocho brazos de eslabones.
(Герб Наварри, за постійною традицією, має важливі елементи: золоті ланцюжки на червоному тлі із смарагдом у центрі єднання восьми ланок.)— Agreement of 22 January 1910
Документ містив зображення з гербом із королівською короною, про яку нічого не сказано в тексті угоди. Це стало підставою першої поправки в 1931 році, через два місяці після проголошення Другої Іспанської Республіки. 8 липня того ж року Diputación Foral погодився замінити королівську корону мурованою короною так, як це було зроблено з гербом Іспанії.
Через шість років, після початку громадянської війни в Іспанії, мурована корона (2 квітня 1931 р.) знову була замінена на королівську. Через кілька місяців Франциско Франко підписав указ (BOE від 14 листопада), який передав провінції Навара Лауреатський хрест Сан-Фернандо на знак визнання допомоги наваррців у громадянській війні. Diputación швидко адаптував модель герба до нового елементу і, як і в попередніх випадках, угода включала картину. Після франкістського режиму Лауреатський хрест Сан-Фернандо був знятий, викликаючи велику суперечку між прихильниками та противниками виходу.
У 1981 р. парламент Наварри склав текст, який значною мірою відновлює закон 1910 року.
“Герб Наварри складається із золотих ланцюгів на червоному тлі, із смарагдом у центрі зв’язку між його вісьмома ланками, а над щитом - королівська корона, символ стародавнього королівства Наварра”.— Стаття 7.1 Закону про організацію реконструкції і перетворення співтовариства Наварра (LORAFNA) від 10 серпня 1982 року 
Опис герба був відтворений у "Законі про реінтеграцію та вдосконалення режиму форального режиму Наварри" (LORAFNA), рівнозначному Наваррі до автономного статусу, який адаптував їхні традиційні закони до нової ситуації, в якій Іспанія розділена на автономні громади. Згодом буде врегульована символіка громади (закони Наваррської символіки 1986 та 2003 років).
У 1985 році Домінго Азнар Маганья здійснив дизайнерську адаптацію герба для використання в урочистих заходах, орнаментах та прапорі Наварри. Того ж року уряд Наварри (до Diputación Foral з Наварри) схвалив спрощений дизайн свого корпоративного іміджу.

## Галерея

### Іспанія

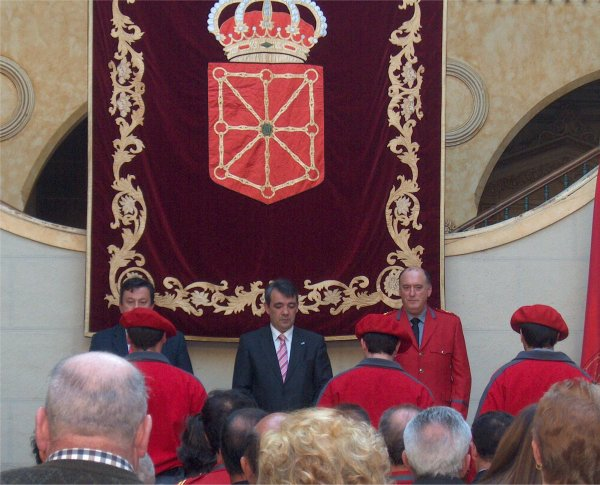
Герб Наварри на банері
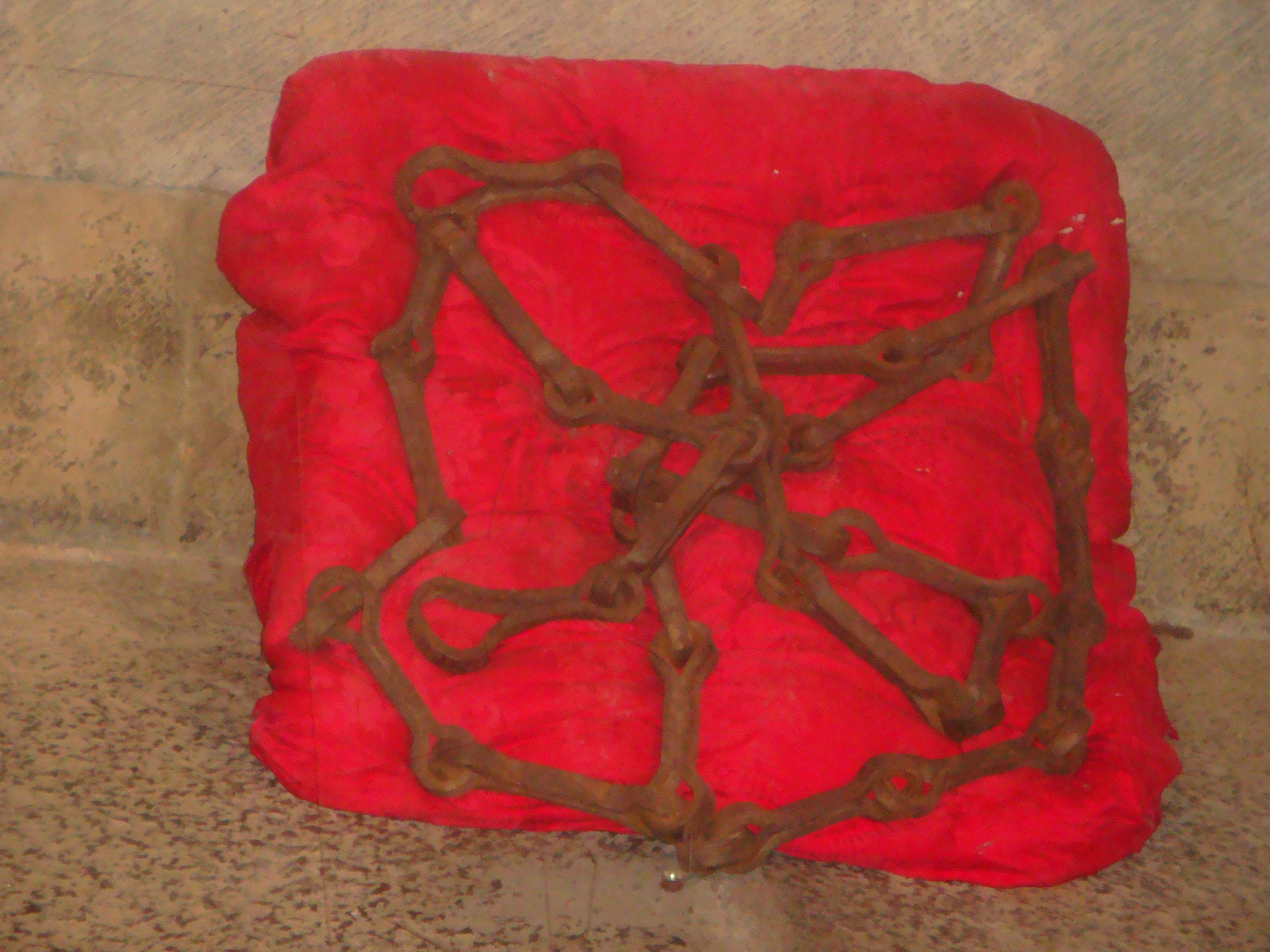
Ланцюги, знайдені в церкві Рончесвальса (музей Рончесвальса). Вважається, що саме вони лягли в основу герба Наварри
Печатка Санчо VI 1150—1194
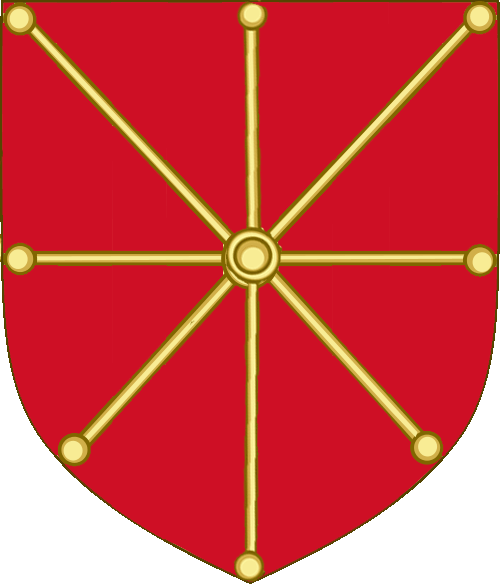
Санчо VI 1150—1194
Санчо VI 1150—1194
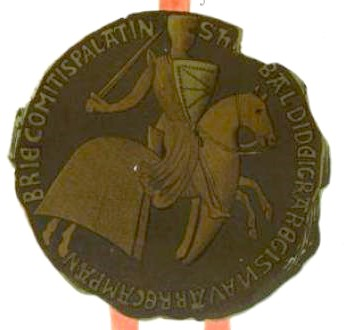
Печатка Теобальда I 1234—1253
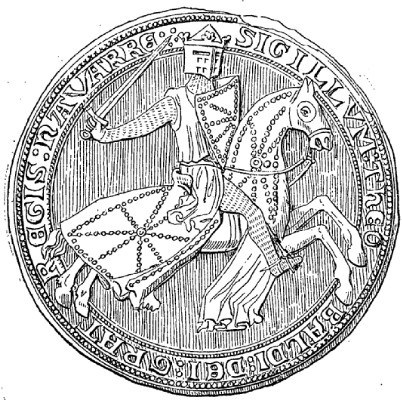
Печатка Теобальда ІI 1253-1270
Ранній штандарт королів Наварри (1212 р.)
Королівський бл. 1580-1700
Королівський 1700-1910
Королівський 1910—1931
Республіканський 1931–1937
Франкістський 1937–1981
На державному гербі 1937–1981
від 1981
На державному гербі
Червона чверть Герба Країни Басків колись містила ланцюги Наварри
Семиєдиний

### Франція

Королівський герб Франції та Навари (1589–1792)
Герб французького департаменту Атлантичні Піренеї
Герб Нижньої Наварри

### Міська геральдика
Наваррські ланцюги використовуються в міській геральдиці Іспанії для підкреслення історичного зв'язку із Наваррським королівством.

Естелья, Іспанія